# Álvaro V do Congo
Álvaro V (1613 - 1636) foi o manicongo do Reino do Congo por um breve período entre 25 de fevereiro á 1 de agosto de 1636, quando foi deposto e assassinado. 

## Biografia
D. Álvaro Ampanzo a Anvica nasceu em 1613, sendo filho de D. Pedro II e meio-irmão de D. Ambrósio e D. Álvaro IV. O jovem monarca foi apontado após a deposição de seu irmão, o rei Álvaro IV em 1636 através de um golpe dos irmãos Garcia e Álvaro, ambos descendentes da Casa de Luqueni.  Os dois haviam recebido postos de poder como governadores e duques, mas seus poderes e influências ficaram cada vez maiores, o que podia ofuscar o poder real. Um conselheiro real, D. Gregório, convenceu o rei a mandar assassiná-los. Os dois irmãos, no entanto, conseguiram escapar dos atentados do rei e planejaram sua vingança. 
Os duques Álvaro e Garcia se unem mais uma vez com um exercito e marcham sobre São Salvador depondo o jovem rei. Álvaro V foi decapitado pouco tempo depois e Álvaro VI proclama-se como rei, inaugurando a Casa de Quinzala. 